# Оразалинов, Сабалак
Сабалак Оразалинов (1925 год, село Айгыз, Лепсинский уезд, Джетысуйская губерния, Казахская АССР, СССР (ныне в Аягозском районе, Восточно-Казахстанской области, Казахстан) — 1988, Алматы) — участник Великой Отечественной войны, стрелок 482-го стрелкового полка (131-я стрелковая дивизия, 8-й армии Ленинградского фронта, красноармеец).

## Биография
Родился в 1925 году в Казахстане, рано остался без родителей вместе со старшим братом Саматом, который его воспитывал.
В 1942 году был призван в РККА, проходил обучение в школе снайперов в Ашхабаде. С января 1943 года участвовал в боевых действиях на Ленинградском фронте. По необходимости выполнял обязанности как снайпера, так и разведчика, связиста, сапёра.
В последние дни Моонзундской наступательной операции подразделения 131-й стрелковой дивизии вели бои на острове Сааремаа. Оставшиеся вражеские войска сконцентрировались на полуострове Сырве, который был отделён от острова узким перешейком, и там, близ деревни Каймри, было оборудовано 4 полосы обороны. 18 ноября 1944 года началось решающее наступление советских войск. На крайнем левом фланге наступавшей роты пулемёт противника открыл огонь из ДОТа, и рота залегла. Тогда ефрейтор вызвался подавить пулемёт: «Товарищ командир, разрешите, я уничтожу дзот, — если что, плакать по мне некому, как вам известно, родителей у меня нет».
Сам Сабалак Оразалинов описывает события так:

«Плотно прижимаясь к земле, пополз по-пластунски, придерживая гранату… Приблизившись к дзоту, приподнявшись, бросил гранату. Она разорвалась, обдав мне лицо сухими комьями земли. Осколок угодил в руку, по спине прошёл холодный пот. Пулемёт смолк. С трудом обернувшись назад, увидел, что рота вновь пошла в атаку. Неожиданно ожил вражеский пулемёт. Что делать? Времени — в обрез, думать некогда, принимаю молниеносное решение: встав во весь рост, броситься на кинжальный огонь фашистского дзота. Так и поступил.»
Оразалинов был прошит очередью из пулемёта. Получив семь пуль, в течение пятнадцати суток находился без сознания, но выжил.
О том, что Оразалинов закрыл своим телом амбразуру дзота и остался жив, известно лишь из его рассказов. Но вот обнаруженные в архиве наградные документы ставят все это под сомнение.
"Приказом № 53/н от 28.12.1944 года по 482-му стрелковому Нарвскому полку 131-й стрелковой Ропшинской Краснознаменной дивизии, медалью «За отвагу» награждался стрелок 8-й стрелковой роты красноармеец Оразлимов Собалак, за то «что 19 ноября 1944 года в бою на п-ве СЫРВЭ при прорыве обороны противника из личного оружия и гранатами подавил огневую точку противника находящуюся в Дзоте, тем самым обеспечил дальнейшее продвижение стрелкового подразделения вперед. За время Отечественной войны ранен три раза. Наград не имеет. 1925 года рождения, казах, чл. ВЛКСМ, призван в Красную Армию в 1942 году Оягуйским РВК Семипалатинской обл.».
Как видно из представленного текста, совпадают все данные воина, кроме правильного написания имени и фамилии. Но такое искажение весьма характерно для документов военной поры при отражении персональных данных уроженцев среднеазиатских и кавказских республик Советского Союза.
К тому же, как видно из текста приказа о награждении, в нем нет никакого упоминания о закрытии амбразуры собственным телом С. Оразалиновым. Хотя по всем другим аналогичным случаям данный факт всегда отражался в наградном листе.
6 апреля 1985 года, к 40-летию победы, был награждён орденом Отечественной войны I степени.
В послевоенные годы работал бригадиром грузчиков на чаеразвесочной фабрике, приёмосдатчиком в багажном отделении железнодорожного вокзала, воспитал семерых детей.